# Femminismo giuridico
Il femminismo giuridico, noto anche come giurisprudenza femminista, si basa sulla convinzione che il diritto abbia svolto un ruolo fondamentale nella storica subordinazione delle donne.
Questa disciplina nasce dalla filosofia del diritto e dalla consapevolezza delle disparità politiche, economiche e sociali tra i sessi. Il femminismo giuridico collega la teoria giuridica alla realtà delle disuguaglianze di genere, con l’obiettivo di analizzare come il sistema legale, costruito principalmente da e per uomini, abbia spesso trascurato le esperienze e le necessità delle donne e delle comunità marginalizzate. Questo sistema giuridico tende infatti a perpetuare valori maschili a scapito di quelli femminili.
Il femminismo giuridico ha una duplice finalità: da un lato, cerca di spiegare come il diritto abbia contribuito allo stato di subordinazione delle donne e, dall’altro, mira a migliorare lo status delle donne tramite una riforma giuridica e un nuovo approccio al genere. Critica, inoltre, il diritto tradizionale, accusato di aver mantenuto le donne in una posizione subordinata attraverso interpretazioni basate su stereotipi di genere.
Questo movimento è nato negli anni '60 e '70 con l’obiettivo di raggiungere l'uguaglianza per le donne, contestando le leggi che facevano distinzioni basate sul sesso. Negli anni ’70 e '80, la reazione ad esperienze di discriminazione come l'accesso limitato alle università e l'alto tasso di abbandono da parte delle donne ha portato alla creazione degli studi sul femminismo giuridico, fondati sul riconoscimento dei diritti educativi e lavorativi delle donne. Successivamente, il femminismo giuridico ha esteso il suo raggio d’azione per affrontare anche le forme più sottili di disuguaglianza di genere nel diritto, oltre a quelle esplicite.